# Permanence

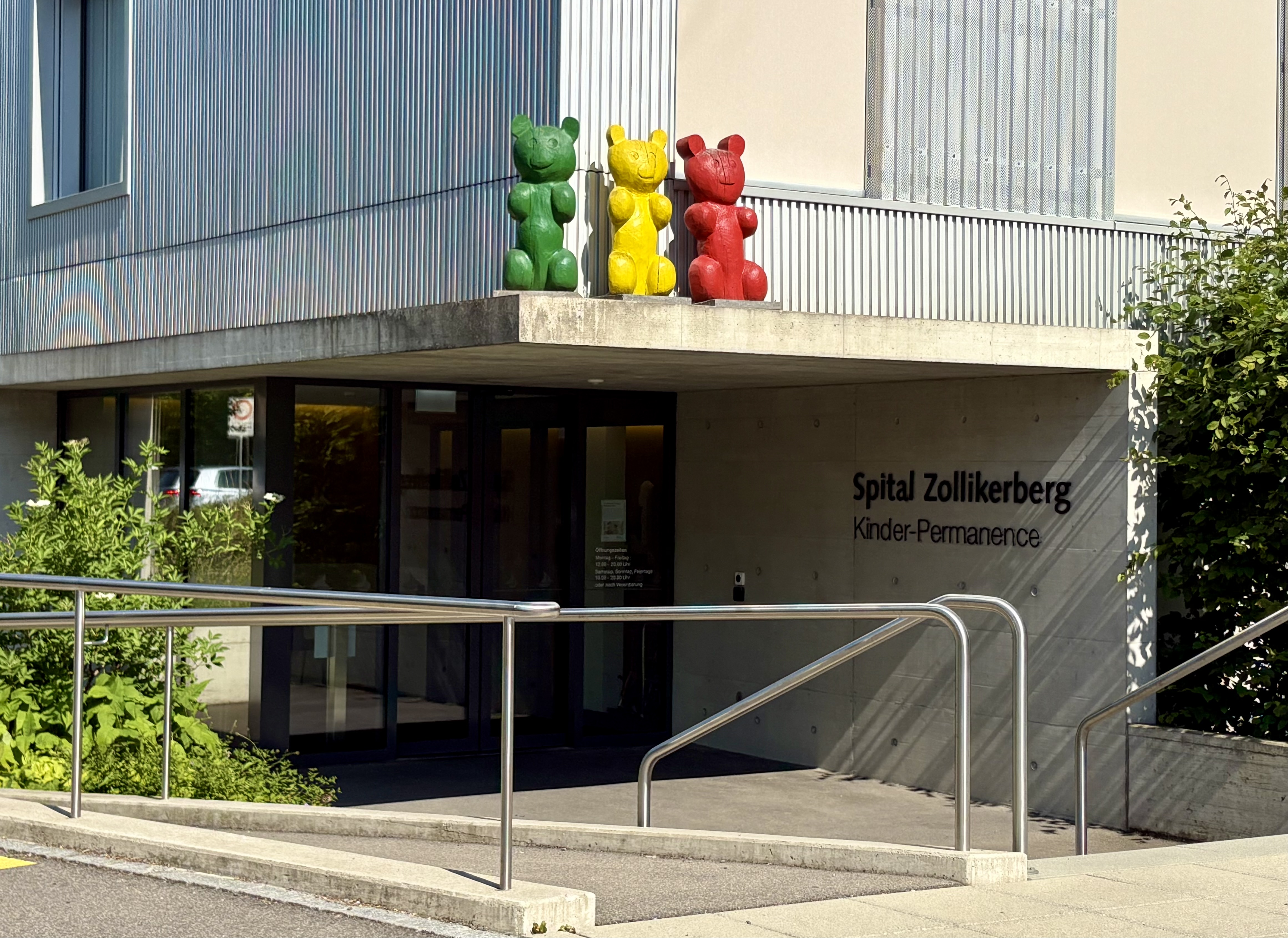
Kinder-Permanence im Spital Zollikerberg

Als Permanence-Praxis wird in der Schweiz eine besondere Form der Arztpraxis bezeichnet. Sie bietet einen medizinischen Bereitschaftsdienst mit dem Ziel, ausserhalb der normalen Sprechzeiten wie abends, am Wochenende oder an Feiertagen eine ärztliche Versorgung sicherzustellen. Eine Konsultation ist ohne Voranmeldung möglich. Oft ist es eine Gruppenpraxis, in denen mehrere Ärzte arbeiten.
Eine Permanence, manchmal auch Walk-in-Praxis genannt, sollte bei leichten bis mittelschweren akuten Problemen aufgesucht werden wie Husten, Grippe, kleinen Verletzungen oder Schmerzen, nicht aber bei lebensbedrohlichen Notfällen. Sie ist nicht als Alternative zum Hausarzt gedacht, sondern zum Besuch einer Notfallklinik in einem Spital. Eine Permanence ist auch oft an ein Krankenhaus oder Gesundheitszentrum angegliedert. 
Eine Permanence ist mit einem ärztlichen Notfalldienst verbunden und bietet Diagnostik und erste Symptombehandlung. Gegebenenfalls wird der Patient an ein Krankenhaus weitergeleitet. Für Kinder und Jugendliche bis zum 16. Geburtstag gibt es mancherorts eigene Kinderpermanence-Praxen. Auch für Männer- bzw. Frauenbeschwerden gibt es eigene Permanencen.
Oft stehen Permanencen auch an belebten Orten und verkehrstechnisch gut erschlossenen Orten wie Stadtzentren, Bahnhöfen oder am Flughafen wie die Kinder-Permanence des Kinderspitals Zürich.
Die bekannteste Deutschschweizer Permanence eröffnete 1997 im Zürcher Hauptbahnhof.